# Галиполи (полуостров)
Вижте пояснителната страница за други значения на Галиполи.
Галиполи (на турски: Gelibolu; на старогръцки: Καλλίπολις) е полуостров в Европейската част на Турция, в Източна Тракия, вилает Чанаккале.  Простира се от североизток на югозапад на протежение от 90 km и ширина до 20 km. На югоизток се мие от водите на протока Дарданели, на северозапад – от водите на Сароския залив на Егейско море. Изграден е основно от палеогенови пясъчници и глини. Релефът е хълмист с максимална височина до 420 m. Покрит е със средиземноморска растителност. Главен град и пристанище на протока Дарданели е Гаелиболу.
В Античността полуостров Галиполи е повече известен като Тракийски Херсонес (на гръцки: Χερσoνησoς Θραικια). Полуостровът има богата история, макар че от XVIII век регионът е в упадък.